# Joseph Rieussec
Pour les articles homonymes, voir Rieussec (homonymie).
Nicolas-Joseph Rieussec, né le 20 janvier 1779 et mort le 28 juillet 1835 à Paris, dans l'attentat de Fieschi, a été maire de la commune de Viroflay de 1819 à 1831. Il a joué un rôle important à son époque dans le développement de l'élevage des chevaux de course et dans celui des courses hippiques.

## Biographie
Nicolas Joseph Rieussec est le fils d'un marchand d'origine languedocienne installé à Paris, Joseph Rieussec, et de Jeanne Michateau. Il est le frère de Nicolas Matthieu Rieussec, horloger du roi, inventeur du chronographe encreur.
Il fit fortune comme munitionnaire en fourrages à l'armée d'Italie.
Après avoir créé le haras de Buc, il rachète en 1812 le haras de Viroflay et participe à la fondation de la Société d'encouragement pour l'amélioration des races de chevaux et à celle du Jockey Club de Paris, dont il a été vice-président, tout en poursuivant sa carrière militaire.
Il est le précurseur de la régénération du pur sang en France.
C'est sa passion pour les courses de chevaux qui suscite l'invention du chronographe à son frère Nicolas Matthieu en 1822.
Le 15 mai 1834, c'est une jument qui lui appartenait, Héléna, qui remporte la première épreuve courue à Chantilly.
Élu maire de Viroflay le 31 mai 1819 en remplacement de Denis Vaudron, il occupe cette fonction de 1819 à 1831. Il est en 1832 lieutenant-colonel de la 8e légion de la Garde nationale parisienne.

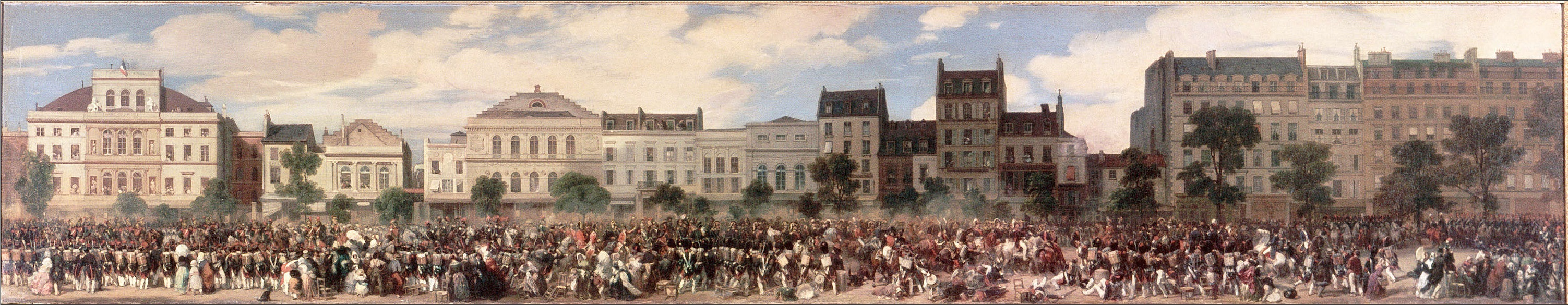
Eugène Lami, Attentat de Fieschi, le 28 juillet 1835 : Louis-Philippe passe en revue la garde nationale sur le boulevard du Temple (Musée du château de Versailles).

Il est tué le 28 juillet 1835 dans l'attentat perpétré par Giuseppe Fieschi contre Louis-Philippe Ier se rendant à la Bastille pour commémorer la Révolution de 1830. La machine infernale de Fieschi explose précisément au moment où le roi arrivait, boulevard du Temple, devant la 8e légion de la garde nationale, à la tête de laquelle se trouvait Rieussec. Il est inhumé avec les autres victimes aux Invalides.
Son nom a été donné à la rue Rieussec, une rue principale de sa ville.